# Górczyn (województwo zachodniopomorskie)
Górczyn – wieś w Polsce położona w województwie zachodniopomorskim, w powiecie gryfińskim, w gminie Trzcińsko-Zdrój.
W latach 1975–1998 miejscowość administracyjnie należała do województwa szczecińskiego.